# Puycasquier
Puycasquier är en kommun i departementet Gers i regionen Occitanien i sydvästra Frankrike. Kommunen ligger i kantonen Auch-Nord-Est som tillhör arrondissementet Auch. År 2022 hade Puycasquier 428 invånare.

## Befolkningsutveckling
Antalet invånare i kommunen Puycasquier
Referens:INSEE